# Antona fallax
Antona fallax là một loài bướm đêm thuộc phân họ Arctiinae, họ Erebidae.